# Adrià Pedrosa
Adrià Pedrosa, né le 13 mai 1998 à Barcelone en Espagne, est un footballeur espagnol qui évolue au poste d'arrière gauche au Séville FC.

## Biographie

### Espanyol de Barcelone
Né à Barcelone en Espagne, Adrià Giner Pedrosa finit sa formation à l'Espanyol de Barcelone qu'il rejoint en 2014. Après avoir été intégré à l'équipe B, il débute avec l'équipe première lors d'un match de Copa del Rey, le 1er novembre 2018 face au Cadix CF. Titulaire lors de cette rencontre au poste d'arrière gauche, le footballeur prend part à l'intégralité de la partie mais son équipe s'incline (2-1). Un mois plus tard, le 16 décembre, le joueur dispute son premier match de Liga contre le Bétis Séville. À nouveau titularisé à son poste de prédilection, l'Espagnol perd la rencontre (1-3). Le 13 avril 2019, Adrià Pedrosa inscrit son premier but en professionnel à l'occasion d'un match de championnat face au Deportivo Alavés. Ce jour-là, il est titulaire et c'est lui qui ouvre le score, contribuant à la victoire de son équipe (2-1). Le 22 mai 2019, l'athlète prolonge son contrat avec son club formateur jusqu'en juin 2023.
Adrià Pedrosa vit une saison 2019-20 difficile, à l'image de son club. Titulaire sous David Gallego en début d'exercice, il disparaît peu à peu de l'effectif de départ. Quatre entraîneurs se succèdent au cours de la saison, ce qui complique la situation du défenseur. Malgré cela, le joueur découvre la Ligue Europa et inscrit un but contre les Islandais de Stjarnan le 1er août 2019 (victoire 1-3). L'Espanyol, luttant depuis la première journée pour se sortir du bas du classement, finit dernier de Liga et se voit relégué, une première depuis 1993. Pedrosa dispute 31 matchs toutes compétitions confondues pour 3 buts. 
La relégation de l'Espanyol ne change pas l'avenir d'Adrià Pedrosa qui reste au club durant l'été 2020. Il découvre donc la deuxième division avec son club formateur, jouant son premier match dans cette compétition le 27 septembre 2020 contre le Real Oviedo. Il s'illustre en provoquant le penalty transformé par Raúl de Tomás sur l'ouverture du score et son équipe s'impose (0-2). Le footballeur marque un but contre l'UD Logroñés lors de la victoire par quatre buts à zéro de son équipe le 20 mars 2021. Titulaire tout au long de la saison, Pedrosa participe à la remontée du club en première division, l'Espanyol ne sera resté qu'un an à l'échelon inférieur.

### Séville FC
Le 1er juillet 2023, Adrià Pedrosa rejoint le Séville FC. Il signe un contrat courant jusqu'en juin 2028 avec le club andalou.

### En équipe nationale
Adrià Pedrosa est convoqué pour la première fois avec l'équipe d'Espagne espoirs en octobre 2019. Le 10 octobre, le défenseur est titulaire pour ses débuts durant un nul 1-1 contre l'Allemagne. Il inscrit un but face à la Macédoine du Nord le 14 novembre pour un succès 3-0.

## Statistiques

### Statistiques détaillées
Ce tableau présente les statistiques en carrière d'Adrià Pedrosa.
| Saison                | Club                    | Championnat           | Championnat | Championnat | Championnat | Coupe(s) nationale(s) | Coupe(s) nationale(s) | Coupe(s) nationale(s) | Compétition(s) continentale(s) | Compétition(s) continentale(s) | Compétition(s) continentale(s) | Compétition(s) continentale(s) | Total | Total | Total |
| Saison                | Club                    | Division              | M.          | B.          | P.d.        | M.                    | B.                    | P.d.                  | Comp.                          | M.                             | B.                             | P.d.                           | M.    | B.    | P.d.  |
| 2015-2016             | Espanyol de Barcelone B | 2ªB                   | 0           | 0           | -           | -                     | -                     | -                     | -                              | -                              | -                              | -                              | 0     | 0     | 0     |
| 2016-2017             | Espanyol de Barcelone B | 2ªB                   | 5           | 0           | -           | -                     | -                     | -                     | -                              | -                              | -                              | -                              | 5     | 0     | 0     |
| 2017-2018             | Espanyol de Barcelone B | 3ª                    | 25          | 2           | -           | -                     | -                     | -                     | -                              | -                              | -                              | -                              | 25    | 2     | 0     |
| 2018-2019             | Espanyol de Barcelone B | 2ªB                   | 11          | 2           | -           | -                     | -                     | -                     | -                              | -                              | -                              | -                              | 11    | 2     | 0     |
| Sous-total            | Sous-total              | Sous-total            | 46          | 7           | -           | -                     | -                     | -                     | -                              | -                              | -                              | -                              | 46    | 7     | 0     |
| 2018-2019             | Espanyol de Barcelone   | Liga                  | 12          | 1           | 0           | 4                     | 0                     | 1                     | -                              | -                              | -                              | -                              | 16    | 1     | 1     |
| 2019-2020             | Espanyol de Barcelone   | Liga                  | 20          | 1           | 0           | 3                     | 0                     | 2                     | C3                             | 8                              | 2                              | 2                              | 31    | 3     | 4     |
| 2020-2021             | Espanyol de Barcelone   | LaLiga 2              | 32          | 1           | 0           | 1                     | 0                     | 0                     | -                              | -                              | -                              | -                              | 33    | 1     | 0     |
| 2021-2022             | Espanyol de Barcelone   | Liga                  | 31          | 1           | 0           | 2                     | 1                     | 1                     | -                              | -                              | -                              | -                              | 33    | 2     | 1     |
| 2022-2023             | Espanyol de Barcelone   | Liga                  | 7           | 0           | -           | -                     | -                     | -                     | -                              | -                              | -                              | -                              | 7     | 0     | 0     |
| Sous-total            | Sous-total              | Sous-total            | 102         | 4           | 0           | 10                    | 1                     | 4                     | -                              | 8                              | 2                              | 2                              | 120   | 7     | 6     |
| 2023-2024             | Séville FC              | Liga                  | 22          | 1           | 4           | 5                     | 1                     | 0                     | C1                             | 4                              | 0                              | 0                              | 31    | 2     | 4     |
| Total sur la carrière | Total sur la carrière   | Total sur la carrière | 169         | 12          | 4           | 15                    | 2                     | 4                     | -                              | 12                             | 2                              | 2                              | 196   | 16    | 10    |

### En sélection nationale
| Saison                | Sélection             | Phases finales        | Phases finales | Phases finales | Phases finales | Éliminatoires | Éliminatoires | Éliminatoires | Matchs amicaux | Matchs amicaux | Matchs amicaux | Total | Total | Total |
| Saison                | Sélection             | Compétition           | M              | B              | Pd             | M             | B             | Pd            | M              | B              | Pd             | M     | B     | Pd    |
| --------------------- | --------------------- | --------------------- | -------------- | -------------- | -------------- | ------------- | ------------- | ------------- | -------------- | -------------- | -------------- | ----- | ----- | ----- |
| 2019-2020             | Espagne espoirs       | -                     | -              | -              | -              | 3             | 1             | 0             | 1              | 0              | 0              | 4     | 1     | 0     |
| Total sur la carrière | Total sur la carrière | Total sur la carrière | -              | -              | -              | 3             | 1             | 0             | 1              | 0              | 0              | 4     | 1     | 0     |